# Kőbányai pincerendszer
A kőbányai pincerendszer (vagy ~ alagútrendszer) több egykori kőbányából (ami után Kőbánya kapta a nevét) kialakított föld alatti tároló és járatrendszer. A felhagyott járatokat a felszíni bortermelők borospincének, a borkereskedők távoli vidékek borainak tárolására, az idetelepített sörfőzdék az árpa csíráztatására használták, miközben remek klímája miatt hatalmas mennyiségű jeget és többféle élelmiszert is itt tároltak. Egyes részeiben laktak, bűnözők alkalmanként bújóhelyként használták. A II. világháborúban óvóhelyként hasznosították, benne katonai vezetési pontot építettek ki, gépeket, fontos irattárakat beraktározva próbálták azokat a háború pusztításától megmenteni. A bombázások miatt ide menekítették a magyar repülőgépgyártás egy részét. Jelenleg a bortárolás már elenyésző, kis részben raktárnak használják, illetve gombákat termesztenek benne, míg nagyrészt (mint mindig is) kihasználatlanul áll. A rendszer nagyobb részben a kőbányai önkormányzat, kisebb részben a Dreher Sörgyárak és számos résztulajdonos birtokában van.
2008 óta minden évben kétszer, a kőbányai Szent László napok (László névnapja, azaz a június 27-e körüli hétvégén), illetve a Kulturális Örökség Napjain (KÖN) évente meghírdetett szeptemberi időpontban, kizárólag idegenvezető irányította csoportos túrán bárki számára ingyenesen látogatható a Havas (Dreher)-villával egybekötve.

## Története

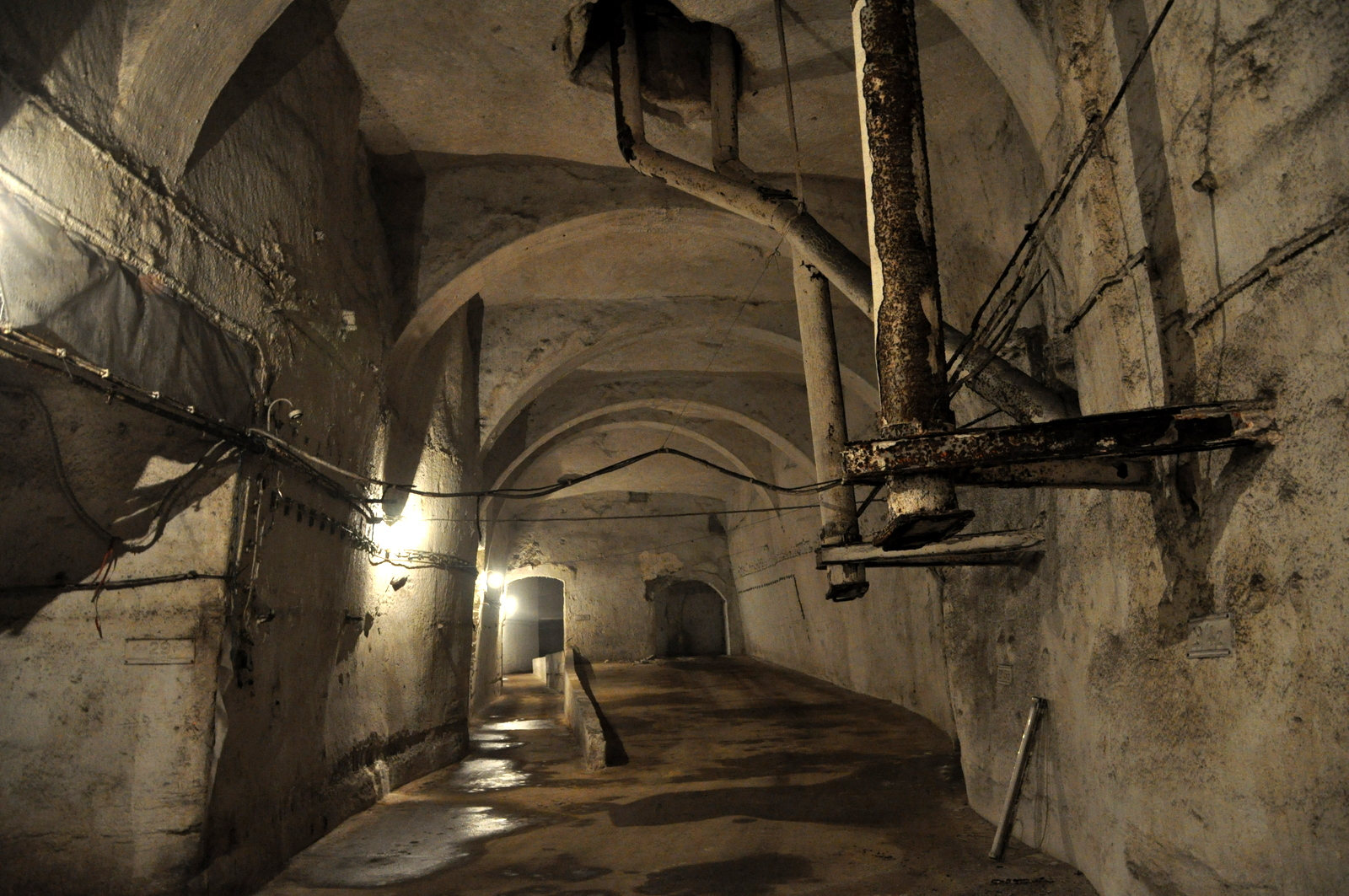
A pincerendszer folyosója

A terület első elnevezése, ahol található, „Kőér” volt, ami IV. Béla magyar király egy 1244-ben kelt oklevelében bukkant fel először. A valamikori Pannon-tengerből visszamaradt miocén kori szarmata mészkő, mivel majdhogynem olyan könnyen faragható és fűrészelhető a bányászatkor, mint a kősó, ám fagyálló és a felszínen a nedvesség távozásával tovább szilárdul, hamar Pest város egyik legfontosabb építőanyaga lett. Kiteremelése az 1838-as pesti árvíz után ugrott meg jelentősen.
Budafokhoz hasonlóan a követ a bányajogot kapott földtulajdonosok fejthették ki. A bánya többnyire alig 10-15 méterre van a felszín alatt (legmélyebb pontján is nagyjából 30 méter), a kezdeti külszíni fejtést az Óhegyen folytatott intenzív szőlőtermesztés és bortermelés miatt elvetették és inkább a földalatti bányászat mellett döntöttek, amihez az utódok is tartották magukat.
A leendő kőtömböket kisebb bevágásokkal határolták körbe, majd ékekkel hátulról lefeszítették, amikhez széles és mély aknákat vájtak. Emiatt a járatok (tárnák) többsége ma átlagosan 4-6 méter széles és ugyanilyen magas, de akad 10-12 méter széles és 8-10 méter magas ág is.
A járatrendszerek hossza a becslések szerint összesen 32–33 kilométer lehet. Mintegy 180 ezer négyzetméteren terül el és kialakításában nagyrészt fésűs, azaz egy fő járatról ágaznak le jobbra-balra a zsákutcák. Nem teljesen összefüggő, de ma már pár kivétellel összekapcsolódnak egymással a föld alatt. Történelmi kezdetük a mai „Éles saroknál” található, ahová a mai Fehér út vezet. A történelmi fő lejárat máig megfigyelhető a Dreher Sörgyárak mellett.
Az itt kitermelt kövekből épült fel - többek között − a pesti városfal, a török megszállás alatt a kecskeméti református templom, a XVIII. század elején az Invalidus-ház (a Fővárosi Önkormányzat épülete), a Lánchíd két pilonja, vagy a Margit híd kő elemei, Budán a Citadella, a Mátyás-templom, a Halászbástya, vagy Pesten az Egyetemi Könyvtár, a Magyar Tudományos Akadémia vagy a Magyar Állami Operaház épülete, illetve az Andrássy út számos palotája, továbbá rengeteg bérház.
A köveket a főváros felé többnyire a mai X. kerület történelmi városmagját az Örs vezér terével összekötő Fehér úton keresztül szállították, amiről úgy tartják, hogy a folyton szálló, illetve az útra leülepedő fehér mészkőpor után kaphatta a nevét.

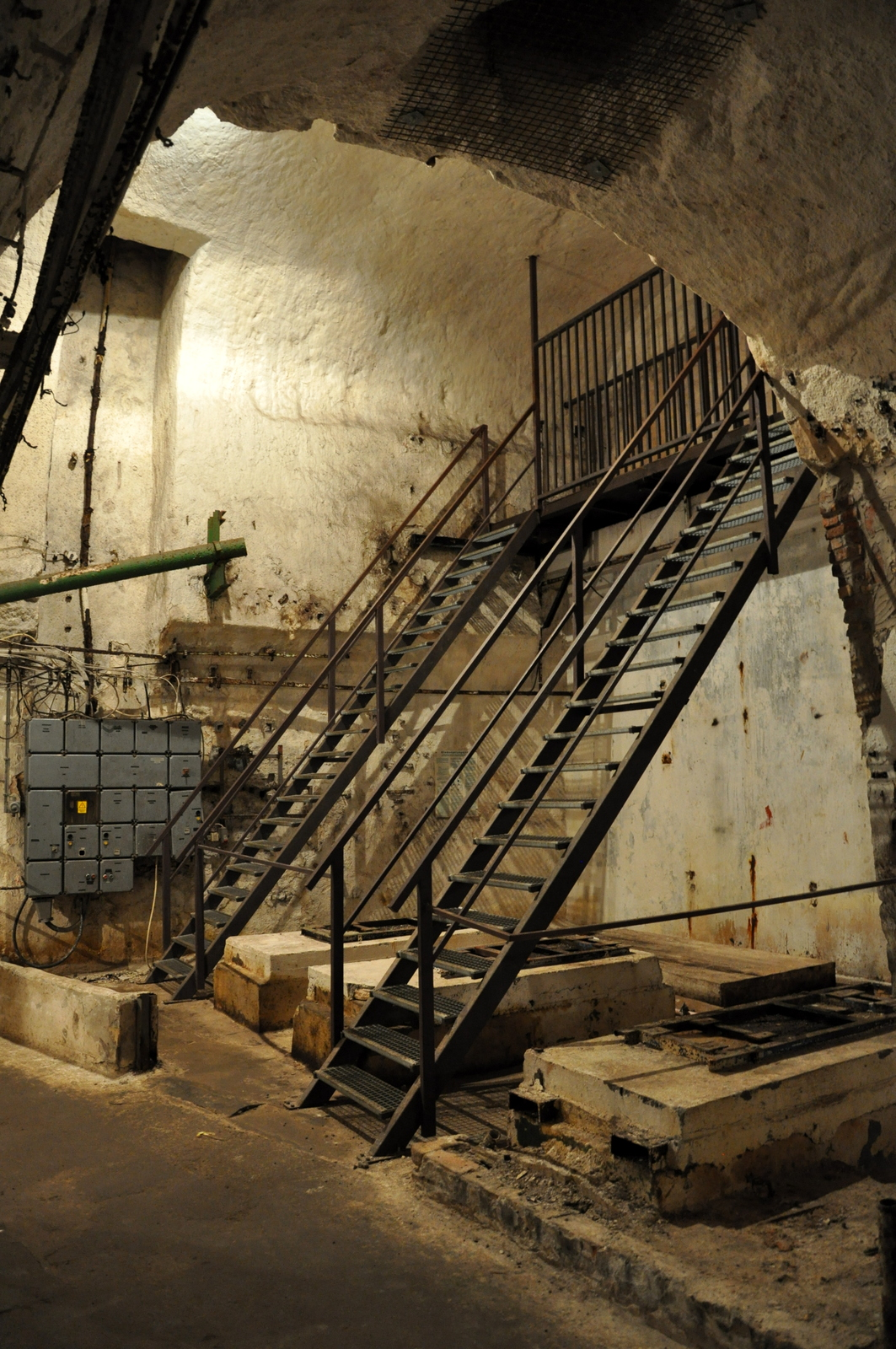
Feljárat a már nem használt víztározóhoz

Az 1890-es években a bányákban a termelés gyakorlatilag megszűnt, a kiterjedt járatrendszer azonban nem sokáig maradt kihasználatlanul; már a 18. században is használták borospincének az ekkoriban szinte az egész Óhegyet és Újhegyet beborító szőlőművelők, amit fokozatosan vettek teljesen birtokba, ahogy a bányászok haladtak tovább. A szőlőtőkék később áldozatul estek a 19. század második harmadában az ipar terjedésének, ezt a folyamatot meggyorsította az ekkor pusztító nagy filoxéra járvány; az egykori borvidékre a szőlőfürtös feszület, a csősztorony és néhány lusthaus, présház emlékeztet. Ekkoriban már sörtermelés is üzemelt a környéken, 1844-ben egy bizonyos Schmiedt Péter nyitotta meg az egyik pincében saját serfőzdéjét.
A Schmiedt vállalkozásából kinőtt kis üzemet 1862-ben vásárolta meg Dreher Antal, aki Dreher Sörgyárak néven óriási gyárrá fejlesztette. Dreher a járatokat raktárnak használta, ahogy a többi ide települt sörgyártó (Első Magyar Részvényserfőzde, Fővárosi Serfőző Rt, stb.) is, akiket Dreher fokozatosan vásárolt fel az idők során.
A kiváló klímájú pincék kiváló minőségű sört érleltek a következő évtizedekben. A második világháború során a teherautókkal is könnyen járható járatokban repülőgépmotor-összeszerelő üzem működött, majd a harcok után mint oly sok mindent, a sörfőzdékkel együtt a járatokat is államosították.

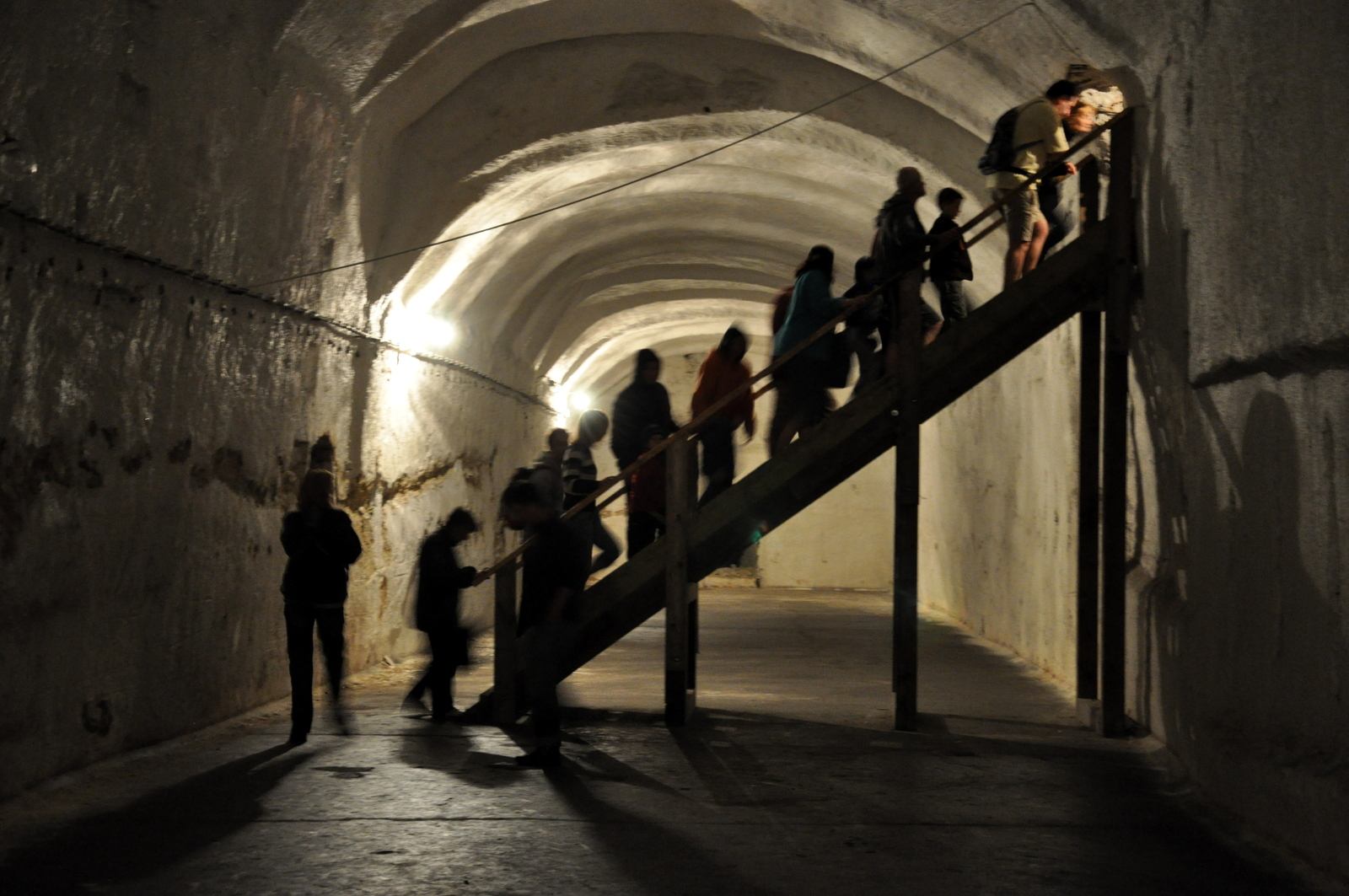
Kijárat a Havas-villa hátsó kertjébe

A rendszerváltás után újra magánkézbe került Dreher gyár újra foglalkozni kezdett a karbantartással, ám a hatalmas kiterjedésű egykori bányának ma már csak töredékét használják, gyakorlatilag csak az üzem alatti részt, de már azt sem teljes mértékben.
Először 2007-ben, a Budapesti Őszi Fesztivál keretében, korlátozott számú résztvevővel nyitották meg az érdeklődők előtt, majd 2008-tól kezdve a kőbányai önkormányzat a minden évben a László névnaphoz (június 27-e) közelebb eső hétvégén megrendezett Szent László napok keretében a már régóta elhagyatott és lepusztult Havas (Dreher)-villával egybekötve ingyenes csoportos túravezetés keretében bárki számára bejárhatóvá tette a pincék egy részét, illetve a Havas- (avagy Dreher-) villát. A csoportokat túravezetők irányítják (egy a pincében, egy a villában), akik egyúttal a pincerendszer, illetve a villa történetét is elmondják, bemutatják.
Távlati hasznosítására az elmúlt évtizedekben sok ötlet felvetődött, amik közül talán egy esetleges barlangvasút megépítése lehet a legérdekesebb. Járatai egy részében az állandó, kiváló klímát kihasználva ma gombatermesztés folyik, de legnagyobbrészt üresen várják sorsukat.
A pincerendszer egyes elárasztott részein nem csak a Katasztrófavédelem búvárai szoktak merülni, hanem van lehetőség búvárkodásra technikai búvárok számára (illetve egy, felül nyitott teremben akár a rekreációs búvárok számára is) több búváriskola szervezésében is.
2010 óta „Underworld kupa” néven minden augusztusban kerékpár versenyt is rendeznek itt.